# Kojima Productions
Kojima Productions Co., Ltd. je japonské vývojářské studio, které v roce 2015 založil Hideo Kodžima, tvůrce série Metal Gear. Jedná se o duchovního nástupce stejnojmenného produkčního týmu společnosti Konami založeného v roce 2005. Nezávislé studio Kojima Productions sídlí v tokijské čtvrti Šinagawa a má na rozdíl od původního mírně pozměněný japonský název.

## Historie

### Založení studia
Studio bylo založeno jako dceřiná společnost Konami v dubnu 2005 po sloučení několika dceřiných společností, včetně Kodžimova týmu v rámci Konami Computer Entertainment Japan. Název týmu odpovídal stylu pojmenování společnosti Konami, který se používal v letech 2004 až 2015. Mezi další produkční týmy patří Pawapuro Production, BENAMI Production, Virtual Kiss Production a Loveplus Production. Tým měl přibližně 100 zaměstnanců, ale pro hru Metal Gear Solid 4: Guns of the Patriots se rozrostl na více než 200. Kodžima uvedl, že ho sloučení společností zbavilo zátěže v oblasti obchodního řízení a administrativy, kterou měl jako viceprezident Konami, a že se jako šéf Kojima Productions mohl více soustředit na tvorbu her. Přestože měl Kodžima pozici v představenstvu Konami, stále musel zbytek vedení přesvědčovat, aby podpořili jeho nápady. Kromě vývoje titulů Metal Gear vyvinulo studio i herní engine s názvem Fox Engine.
V březnu 2013 studio založilo Kojima Productions Los Angeles, druhé studio se sídlem v Playa Vista v Los Angeles. Studio však bylo v roce 2015 uzavřeno v rámci plánu Konami na restrukturalizaci společnosti.
Dne 16. března 2015 společnost Konami oznámila, že restrukturalizovala divizi vývoje her s cílem změnit produkční strukturu na systém řízený ústředím společnosti, „aby vytvořila stabilní operační základnu schopnou reagovat na rychlé změny na trhu, které ovlivňují naše podnikání v oblasti digitální zábavy“. Značka Kojima Productions byla následně tiše odstraněna z webových stránek a budov společnosti. O několik dní později anonymní zaměstnanec Konami uvedl, že Kodžima a vedoucí pracovníci studia plánovali opustit Konami v prosinci 2015 po vypršení svých smluv a vydání hry Metal Gear Solid V: The Phantom Pain. Společnost Konami popřela, že by Kodžima společnost opouštěl, a uvedla, že bude i nadále zapojen do společnosti a série Metal Gear. Kodžima potvrdil, že je stále „na 100 % zapojen“ do hry Metal Gear Solid V: The Phantom Pain a je odhodlán z ní udělat co nejlepší hru. V prosinci 2015 byl produkční tým nominován na cenu Vývojář roku na The Game Awards 2015, ale prohrál se CD Projekt Red. Kodžimovi údajně zabránili v účasti na akci právníci společnosti Konami a požadovali, aby ceny za Metal Gear Solid V: The Phantom Pain převzal herec Kiefer Sutherland, který ve hře hraje postavu Big Bosse.

### Nezávislé studio

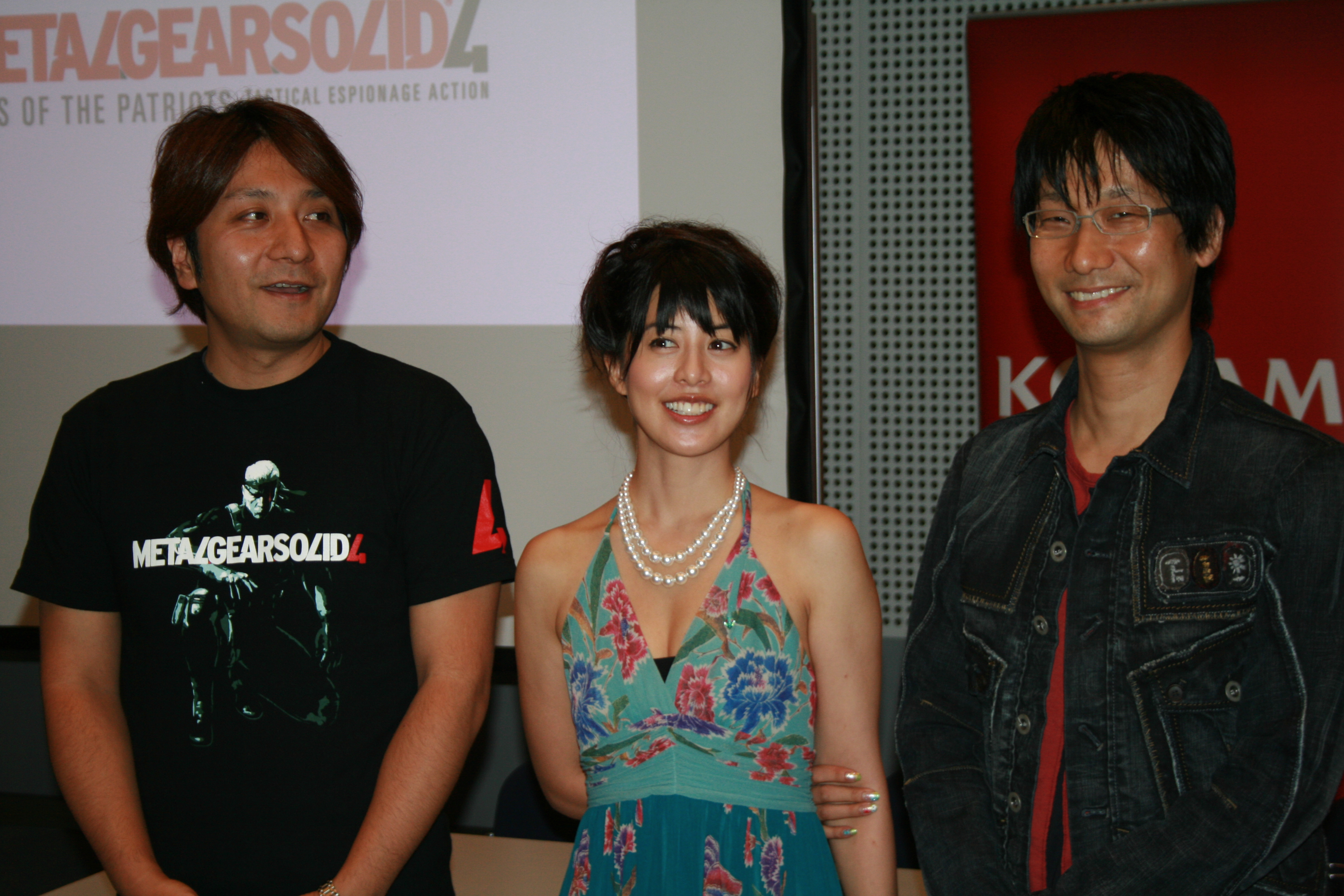
Keničiró Imaizumi, Jumi Kikuči a Hideo Kodžima v roce 2007

Dne 16. prosince 2015 ve společném oznámení se společností Sony Computer Entertainment Kodžima oznámil, že spolu s Jódžim Šinkawou a Keničirem Imaizumim založí nezávislé studio se stejným názvem Kojima Productions. Studio oznámilo, že pro PlayStation 4 vyvine novou franšízu. Kodžima uvedl, že „přijme novou výzvu založením vlastního nezávislého studia a je nadšený, že se na tuto cestu může vydat se značkou PlayStation, se kterou po všechny ty poslední roky spolupracoval“. Na rozdíl od většiny japonských vývojářských studií, která kvůli přísné hierarchii a nedostatku respektu vůči zaměstnancům přirovnával k „armádám“, se Kodžima snažil založit „intimní studio“, které „by působilo jako rodina“. Kodžima navštívil studio Media Molecule a uvedl ho jako inspiraci. Byl ohromen jeho pracovní kulturou, zejména počtem zaměstnankyň a uvolněnou atmosférou. Pro studio stanovil limit sto zaměstnanců, podobně jako v Media Molecule. V roce 2016 studio otevřelo malou divizi v Amsterdamu, poblíž studia Guerrilla Games, které vyvinulo herní engine Decima, který Kojima Productions používá.
Před začátkem veletrhu E3 2016 Kodžima během konference Sony odhalil trailer ke hře Death Stranding. Společnost Sony Interactive Entertainment ji vydala v roce 2019 pro PlayStation 4 a vydavatel 505 Games v červenci 2020 pro Windows. V roce 2019 Imaizumi studio opustil. V dubnu 2020 byla kancelář dočasně uzavřena poté, co se jeden ze zaměstnanců nakazil COVID-19.
V říjnu 2020 bylo potvrzeno, že studio pracuje na další hře. Dne 12. června 2022, během digitální prezentace společnosti Microsoft, studio oznámilo, že se spojilo s Xbox Game Studios s cílem vytvořit hru s „dosud nevídaným konceptem“ a využitím „špičkové cloudové technologie“ od Microsoftu. Kodžima a Jordan Peele se objevili na The Game Awards 2023, kde odhalili hru OD.
Na The Game Awards 2022 Kodžima oficiálně oznámil pokračování hry Death Stranding. Druhý trailer byl odvysílán během prezentace State of Play společnosti Sony 31. ledna 2024 a potvrdil podtitul On the Beach a plánovaný datum vydání na rok 2025. Téhož dne Kodžima oznámil novou hru s prozatímním názvem Physint, na které bude spolupracovat s Columbia Pictures. Hra je popisována jako film a hra zároveň a měla by vstoupit do plného vývoje po vydání Death Stranding 2. V listopadu 2024 studio Kojima Productions oznámilo, že si od společnosti Sony Interactive Entertainment získalo zpět práva duševního vlastnictví k Death Stranding a plánuje hru vydat na další platformy, a to současně s okamžitým spuštěním verze Director's Cut pro Xbox Series X/S, Microsoft Store pro Windows a cloudovou herní službu Amazon Luna.
Dne 31. prosince 2024 Kodžima veřejně oznámil, že probíhající stávka v odvětví videoher vedla ke zpoždění plánovaného vydání dvou her, OD a Physint.
V červnu 2025 vyšla hra Death Stranding 2: On the Beach, kterou pro PlayStation 5 vydala společnost Sony Interactive Entertainment.

### Filmová produkce
V listopadu 2019 studio Kojima Productions oznámilo své plány na natáčení filmů. O dva roky později, v listopadu 2021, studio oznámilo, že v Los Angeles otevře novou obchodní divizi pro filmy a televizní seriály. V prosinci 2022 bylo oznámeno, že Kojima Productions spolupracuje s Hammerstone Studios na produkci filmu založeného na hře Death Stranding, přičemž Hammerstone poskytne finanční prostředky. Bylo také oznámeno, že na filmu pracuje společnost A24.

## Hry
| Rok           | Titul                           | Platforma(y)                                                                       | Vydavatel(é)                                                   | Ref.   |
| ------------- | ------------------------------- | ---------------------------------------------------------------------------------- | -------------------------------------------------------------- | ------ |
| 2019          | Death Stranding                 | PlayStation 4, Microsoft Windows                                                   | Sony Interactive Entertainment, 505 Games                      | [ 30 ] |
| 2021          | Death Stranding: Director's Cut | PlayStation 5, Microsoft Windows, macOS, iOS, iPadOS, Xbox Series X/S, Amazon Luna | Sony Interactive Entertainment, 505 Games                      | [ 40 ] |
| 2025          | Death Stranding 2: On the Beach | PlayStation 5                                                                      | Sony Interactive Entertainment                                 | [ 43 ] |
| bude oznámeno | OD                              | bude oznámeno                                                                      | Xbox Game Studios                                              | [ 35 ] |
| bude oznámeno | Physint (prozatímní název)      | bude oznámeno                                                                      | Sony Interactive Entertainment; koprodukce s Columbia Pictures | [ 38 ] |

## Filmografie
| Rok           | Titul                              | Poznámky                                                                             | Ref.   |
| ------------- | ---------------------------------- | ------------------------------------------------------------------------------------ | ------ |
| 2024          | Hideo Kojima: Connecting Worlds    | Dokumentární film; koprodukce s PlayStation Studios a Filmworks; distribuuje Disney+ | [ 48 ] |
| bude oznámeno | Nepojmenovaný Death Stranding film | Koprodukce s Hammerstone Studios a A24                                               | [ 47 ] |